# Russisch Open 2014
Het Russisch Open is een golftoernooi van de Europese PGA Tour. In 2014 wordt de 8ste editie gespeeld, wederom  op de Tseleevo Golf & Polo Club bij Moskou. Titelsponsor is weer de M2M Bank. Het prijzengeld is € 1.000.000;

De winnaar van 2013, Michael Hoey, komt zijn titel niet verdedigen. 
Tseleevo heeft de enige golfbaan in Rusland die door Jack Nicklaus werd ontworpen. Het is een mooie bosbaan met een par van 72.

## Verslag
De par van de baan is 72.

### Ronde 1 en 2
Na alle regen van de afgelopen dagen speelde de baan lang, maar daardoor waren ook de greens zachter en konden de spelers goed de vlag aanvallen. Er werd in ronde 1 door 43 spelers onder par gespeeld, waarbij David Horsey met 65 (-7) aan de leiding ging. De beste amateur was Jordan Smith met +2, hij speelde in 2013 in de Walker Cup.

Na ronde 2 stond Horsey nog steeds aan de leiding en Thomas Pieters klom op naar de 2de plaats. Geen enkele speler kwam zonder bogey de baan af.  

### Ronde 3
Peter Whiteford, David Horsey en Thomas Pieters speelden samen in de laatste partij. Horsey bleef aan de leiding, maar kreeg Whiteford naast zich dankzij zijn ronde van 66. Andrea Pavan verbeterde het toernooirecord en kwam op de 3de plaats naast Pieters. 

### Ronde 4
Damien McGrane speelde een mooie laatste ronde maar eindigde op hole 18 met een bogey en moest daarna tegen David Horsey de play-off spelen, ook op 18, en daar maakte hij weer een bogey, zodat Horsey het Open won. Thomas Pieters eindigde op een mooie 6de plaats, Daan Huizing viel net buiten de top-10.

De beste amateur deze week was Jordan Smith, die met -3 op de 38ste plaats eindigde.
- Score

| Naam            | R2D | OWGR | Score R1 | Score R1 | Nr  | Score R2 | Score R2 | Totaal | Nr  | Score R3 | Score R3 | Totaal | Nr  | Score R4 | Score R4 | Totaal | Nr  | Play-off | Play-off |
| --------------- | --- | ---- | -------- | -------- | --- | -------- | -------- | ------ | --- | -------- | -------- | ------ | --- | -------- | -------- | ------ | --- | -------- | -------- |
| David Horsey    | 82  | 198  | 65       | -7       | 1   | 68       | -4       | -11    | 1   | 70       | -2       | -13    | T1  | 72       | par      | -13    | T1  | 4        | 1        |
| Damien McGrane  | 77  | 374  | 69       | -3       | T15 | 71       | -1       | -4     | T11 | 69       | -3       | -7     | T6  | 66       | -6       | -13    | T1  | 5        | 2        |
| Scott Jamieson  | 86  | 183  | 66       | -6       | T2  | 72       | par      | -6     | T5  | 69       | -3       | -9     | T3  | 69       | -3       | -12    | 3   |          |          |
| Peter Whiteford | 190 | 540  | 66       | -6       | T2  | 71       | -1       | -7     | T3  | 66       | -6       | -13    | T1  | 75       | +3       | -10    | 5   |          |          |
| Thomas Pieters  | 70  | 289  | 67       | -5       | T4  | 68       | -4       | -9     | T2  | 72       | par      | -9     | T3  | 72       | par      | -9     | T6  |          |          |
| Andrea Pavan    | 142 | 266  | 73       | +1       | T56 | 70       | -2       | -1     | T30 | 64       | -8       | -9     | T3  | 73       | +1       | -8     | T8  |          |          |
| Daan Huizing    | 130 | 235  | 72       | par      | T44 | 74       | +2       | +2     | T61 | 69       | -3       | -1     | T30 | 67       | -5       | -6     | T12 |          |          |

| Leider |  | Toernooirecord |  | R2D = Race To Dubai |  | OWGR |  | MC = missed cut = cut gemist |

## Spelers
Er doen geen voormalige winnaars mee en er staan slechts 77 spelers van de Europese Tour op de lijst. Er hebben zich een aantal teruggetrokken, mogelijk wegens de internationale spanningen na het neerschieten van het Maleisische vliegtuig boven Oekraïne. Er zijn geen reserves. De rest van het veld is opgevuld met extra invitaties en amateurs. 
| - Fredrik Andersson Hed - Seuk-hyun Baek - Gaganjeet Bhullar - Lucas Bjerregaard - Liam Bond - Gary Boyd - Jorge Campillo - Johan Carlsson - Gunn Charoenkul - S.S.P. Chowrasia - Luis Claverie - Carlos Del Moral - Jack Doherty - Bradley Dredge - David Drysdale - Edouard Dubois - Nacho Elvira - Rhys Enoch - Edouard Dubois - Kristen Ericsson - Peter Erofejeff - James Ferraby - Richard Finch - Jonathan Fly - Alastair Forsyth | - Adam Gee - Mathias Grönberg - John Hahn - JB Hansen - Soren Hansen - Andreas Hartø - James Heath - Oskar Henningsson - Berry Henson - David Higgins - David Horsey - Wen-yi Huang - Daan Huizing - Sam Hutsby - Daniel Im - Scott Jamieson - Roope Kakko - Alexandre Kaleka - Rikard Karlberg - Maximilian Kieffer - Søren Kjeldsen - Mikko Korhonen - José Manuel Lara - Craig Lee - Morten Ørum Madsen - Andrea Maestroni | - Stuart Manley - Damien McGrane - Jamie McLeary - Joakim Mikkelsen - James Morrison - Nikolaj E Nissen - Matthew Nixon - Adrian Otaegui - Brinson Paolini - Andrea Pavan - Kevin Phelan - Van Phillips - Thomas Pieters - Carlos Pigem - Phillip Price - Richie Ramsay - Pierre Relecom - Jake Roos - Adrien Saddier - Roland Steiner - Simon Thornton - Daniel Vancsik - Simon Wakefield - Sam Walker - Peter Waterford - Peter Whiteford | Invitaties - Jaco Ahlers - Andreas Andersson - Scott Barr - Fabian Becker - Oliver Bekker - Merrick Bremner - Julien Clément - Javier Colomo - Louis De Jager - Marc Dobias - Nick Dougherty - Krister Ericsson - James Ferraby - Petr Gal - Rene Gruber - Peter Gustafsson - Mustafa Hocaoglu - Ted Innes Ker - Mark Nichols - Carlos Pigem - Benjamin Palanszki - Haydn Porteous - James N Reiss - Henri Satama - Ari Savolainen - Hamza Sayin - Daniel Suchan - Mark Suursalu - Daniel Vancsik - Jack Wilson | Nationale PGA - Seuk-hyun Baek - Scott Hend - Yevgeny Kafelnikov - Masahiro Kawamura - David Lipsky - Prayad Marksaeng - Prom Meesawat - Vladimir Osipov - Andrey Pavlov - Siddikur Rahman - Cameron Smith - Arnond Vongvanij - Thaworn Wiratchant Amateurs - Jordan L Smith WAGR 137 - Mikhail Morozov WAGR 567 - Pavel Goryainov WAGR 3216 - Mikhail Morozov WAGR 3351 - Samuel Pereltssveyg - Iskandar Tursunov - Evgeny Volkov - Petr Dedek |

 South African Open Championship ·
 Alfred Dunhill Championship ·
 Nedbank Golf Challenge ·
 Hong Kong Open ·
 Nelson Mandela Championship ·
 Volvo Golf Champions ·
 Abu Dhabi Golf Championship ·
 Commercialbank Qatar Masters ·
 Dubai Desert Classic ·
 Joburg Open ·
 Africa Open ·
 WGC-Accenture Match Play Championship ·
 Tshwane Open ·
 WGC-Cadillac Championship ·
 Trophée Hassan II ·
 EurAsia Cup ·
 NH Collection Open ·
 The Masters ·
 Maybank Malaysian Open ·
 Volvo China Open ·
 The Championship at Laguna National ·
 Madeira Islands Open ·
 Open de España ·
 BMW PGA Championship ·
 Nordea Masters ·
 Lyoness Open ·
 US Open ·
 Iers Open ·
 BMW International Open ·
 Open de France ·
 Scottish Open ·
 The Open Championship ·
 M2M Russian Open ·
 WGC-Bridgestone Invitational ·
 US PGA Championship ·
 Made in Denmark ·
 D+D Real Czech Masters ·
 Italiaans Open ·
 European Masters ·
 KLM Open ·
 Wales Open ·
 Ryder Cup ·
 Alfred Dunhill Links Championship ·
 Portugal Masters ·
 Volvo World Match Play Championship ·
 Perth International ·
 BMW Masters ·
 WGC-HSBC Champions ·
 Turks Open ·
 Dubai World Championship